# Anthony Fantano
Anthony Fantano (Connecticut, 1985. október 28. –) amerikai zenekritikus, zenész és Youtuber, aki a The Needle Drop csatorna és weboldal tulajdonosa. Csatornáin albumokról és dalokról mondja el véleményét és egy tízes skálán sorolja be őket. Jelenleg a világ egyik legismertebb és legsikeresebb zenekritikusa.

## Korai évek
Anthony Fantano, 1985. október 28-án született, Connecticutban és szicíliai felmenői vannak. Tinédzser éveit Wolcottban töltötte.

## Karrier
Fantano a 2000-es évek közepén kezdte meg karrierjét a Southern Connecticut State Egyetem egyetemi rádiójának zenei igazgatójaként.
2007-ben a Connecticuti Rádióban kezdett el dolgozni, ahol a The Needle Drop műsor házigazdája volt. Ugyanebben az évben elindította a The Needle Drop-ot írott formában, majd 2009-től videókként is. Mikor 2010-ben a Flying Lotus Cosmogramma albumáról készített kritikája szerepelt az együttes hivatalos csatornáján, akkor döntötte el, hogy folytatni fogja a műsorát. Ugyanebben az évben több régi kritikát is letörölt, hogy a szerzői jogokat ne sértse meg. Ebben az időszakban az egyetemi rádióban és egy pizzázóban dolgozott. 2011 végén döntötte el, hogy teljes állásaként fogja a The Needle Drop tartalmakat készíteni.
2011-ben elnyerte a Beyond the Blog kategóriát a 2011-es O Music Awards díjátadón. Fantanonak az Adult Swim felajánlott egy műsort a csatornán, amelyet a kritikus elutasított.
Joe Coscarelli (The New York Times) szerint Fantano sikeresen visszahozott egy öreg művészetet egy új médiaformába és újraélesztette a fiatalabb közönségnek a zenekritika műfaját. Fantano szerepelt Lil Nas X, Old Town Road (Young Thug, Mason Ramsey Remix) dalának videóklipjében, az 51-es körzet egyik őreként. 2019-ben Fantano volt egy jótékonysági nagylemez kurátora, amelyen olyan előadók szerepelnek, akikről pozitív kritikát készített.

## Válaszok más médiából
Hogy elég pénzt szerezzen videóvágójának kifizetéséhez, 2016 novemberében egyre gyakrabban vett fel videókat második csatornáján (thatistheplan), ahol mémekre reagál. 2017 októberében botrányba keveredett a csatorna, mikor a The Fader által kiadott cikk szerint Fantano alternatív jobboldali ideológiákat népszerűsített a csatornán. Kritizálták a Pepe the Frog mémek (amely egy alternatív jobboldali szimbólumnak számít) használatáért és a feministákra célzott negatív tartalmáért. Ennek következtében a The Needle Drop amerikai turné több állomását is lemondták, a brooklyni esemény kifejezetten a Fader cikk miatt.
Fantano erre válaszként készített egy videót, amelyben "bérgyilkosi munka"-nak nevezte a cikket. Tagadta, hogy köze lenne az alternatív jobboldalhoz és azt állította, hogy a videók szatirikusak voltak. A The Fader később letörölte a cikket, azt írva, hogy a két fél megegyezett. Egy későbbi interjúban Fantano elismerte, hogy voltak "férges, zártelméjű, fiatal és agresszív férfi" nézők a thatistheplan csatornán és megtagadta a "toxikus és problematikus" oldalát az internet humornak és elmondta, hogy ez elvezette oda, hogy a társadalmi igazságossági problémák megoldásáért fontosabbnak tartsa a küzdelmet.
Mikor Fantano véleményeiről kérdezték Robert Christgaut, amerikai zenekritikust 2019-ben, a következőt mondta: "úgy tűnik, hogy megérkezett a rockkritika valószerű márkájához a 21. században... Fantano kitalált egy utat, hogy megélhetést szerezzen saját kritikáinak elterjesztésével az online világban. Ez egy eredmény." 2020 szeptemberében Joe Coscarelli (The New York Times) azt írta, hogy Fantano "valószínűleg a legismertebb zenekritkus a világon."
Mindezek mellett több előadó is komolyan veszi Fantano reakcióit, sokan említik is zenéjükben. Esetekben az ő véleményét követően szerződtetett le egy együttest egy lemezkiadó.

## Magánélet
Fantano feleségét, Dominique Boxley-t 2008-ban ismerte meg online. Jelenlegi lakhelyük Middletown, Connecticut. Ateista és vegán, amely diétát már tizenéves korában elkezdett követni. Basszusgitáros, Let's Agree és Let's Argue sorozatában gyakran játszik a hangszeren. A 2020-as amerikai elnökválasztáson Bernie Sanderst támogatta.
2018 márciusában elmondta a Polygonnak, hogy szólásszabadság purista.

## Diszkográfia
Albumok
- Taiga (2009) (basszusgitárosként)[21]
- Anthony FanFiction Vol.1 (2015)

Vendégszereplő
- 21 & Jaded, a Never Forget Where You Came From Goody Grace-albumon (2021) (basszusgitárosként)[22]

### Cal Chuchesta néven
Mixtape-ek
- The New CALassic (2015)

Kislemezek
- Cal 2 B (2013)
- Mykey Come Back (2015)

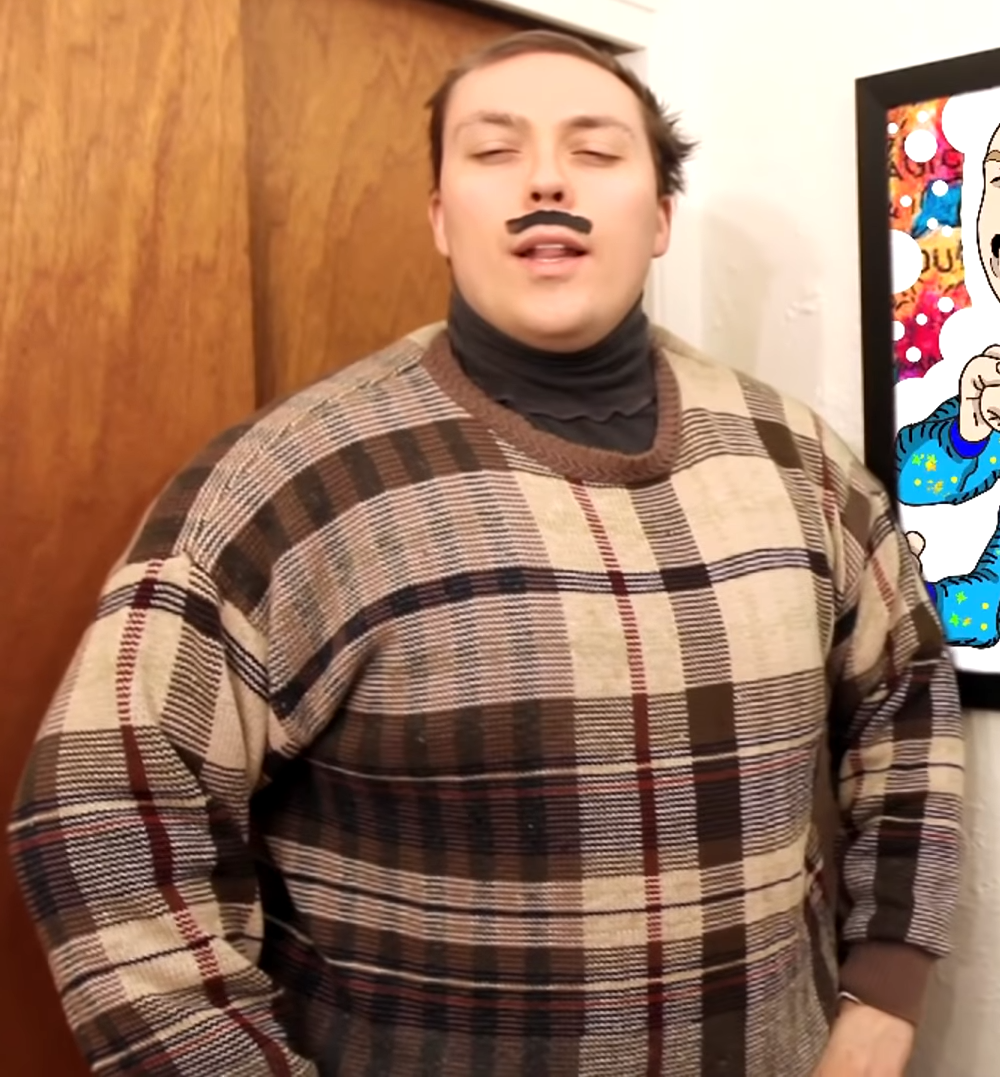
Fantano alteregója, Cal Chuchesta.

- Panda (Remix); Pink Guy és NFKRZ közreműködésével (2016)
- Coin Star (2018)
- Don't Talk to Me; Fellatia Geisha közreműködésével (2018)
- Slap Chop (2018)
- On Deck Freestyle (2018)
- I'm in the Club (Lookin' for Some Love); Joycie közreműködésével (2018)
- Advice featuring Rob Scallon (2018)
- Rubber Duck (Pickup Truck) (2019)
- Best Teef? (2019)
- East (Remix) (2020)
- The Needle Drop Theme (2010)

## Külső hivatkozások
- Hivatalos weboldal
- YouTube csatorna
- Anthony Fantano a Discogs-on
- Anthony Fantano az IMDb-n
- Cal Chuchesta a Discogs-on
- Twitch csatorna